# Истоминская (Кирилловский район)
Исто́минская — деревня в Кирилловском районе Вологодской области России, на реке Сусла.
Входит в состав Николоторжского сельского поселения, с точки зрения административно-территориального деления — в Волокославинский сельсовет.
Расстояние до районного центра Кириллова по автодороге — 50,2 км, до центра муниципального образования Никольского Торжка по прямой — 19 км. Ближайшие населённые пункты — Петровское, Подгорная, Коковановская.
По переписи 2002 года население — 8 человек.